# Artefato de Kingoodie
O artefato de Kingoodie é um objeto com características de um prego de ferro enferrujado encontrado em um bloco de arenito em 1844. O objeto foi localizado em um hamlet chamado Kingoodie na Escócia.

## Descoberta
O físico David Brewster (inventor do caleidoscópio) informou a Associação Britânica que o artefato foi encontrado quando um bloco bruto de pedra que estava sendo preparado para mineração. A haste foi descoberta quando a argila foi clareada sobre a pedra. Com cerca de meia polegada (12,7 mm) da peça se projetando para fora, e o restante da haste encontra-se dentro da pedra. Não se sabe a partir de qual parte da pedreira esta peça veio, ela foi tratada pelo menos quatro ou cinco vezes desde que foi encontrada na pedreira.
Há, no entanto, poucas referências a esse objeto, e os mistérios que cercam sua descoberta eram típicos para o século XIX. Mas tais mistérios foram resolvidos pelo século XX.
Algumas investigações apontam que o prego tenha sido inserido na pedra através de um furo. Se 25 mm foram, na verdade, embutido na pedra, não se sabemos em que proporção ele tinha fora dela. Outro maior problema para análises, é que não é possível encontrar qualquer fotografias dele: o seu estado real não está resolvido, mas cai em um padrão bem documentado de relatórios científicos em meados do século XIX.
Artefatos de metal feitos de ferro são oxidados em contato com o ar, mesmo enterrado em um curto período de tempo. Os artefatos metálicos encontrados em escavações não mantém o seu aspecto original, normalmente, na maioria dos casos, eles são cobertos com uma camada de ferrugem vermelha, que deixa manchas na terra que o rodeia. uma das principais questões é, como ele continua a mostrar sinais de oxidação mesmo depois de 400 milhões de anos.